# The Happiness Advantage

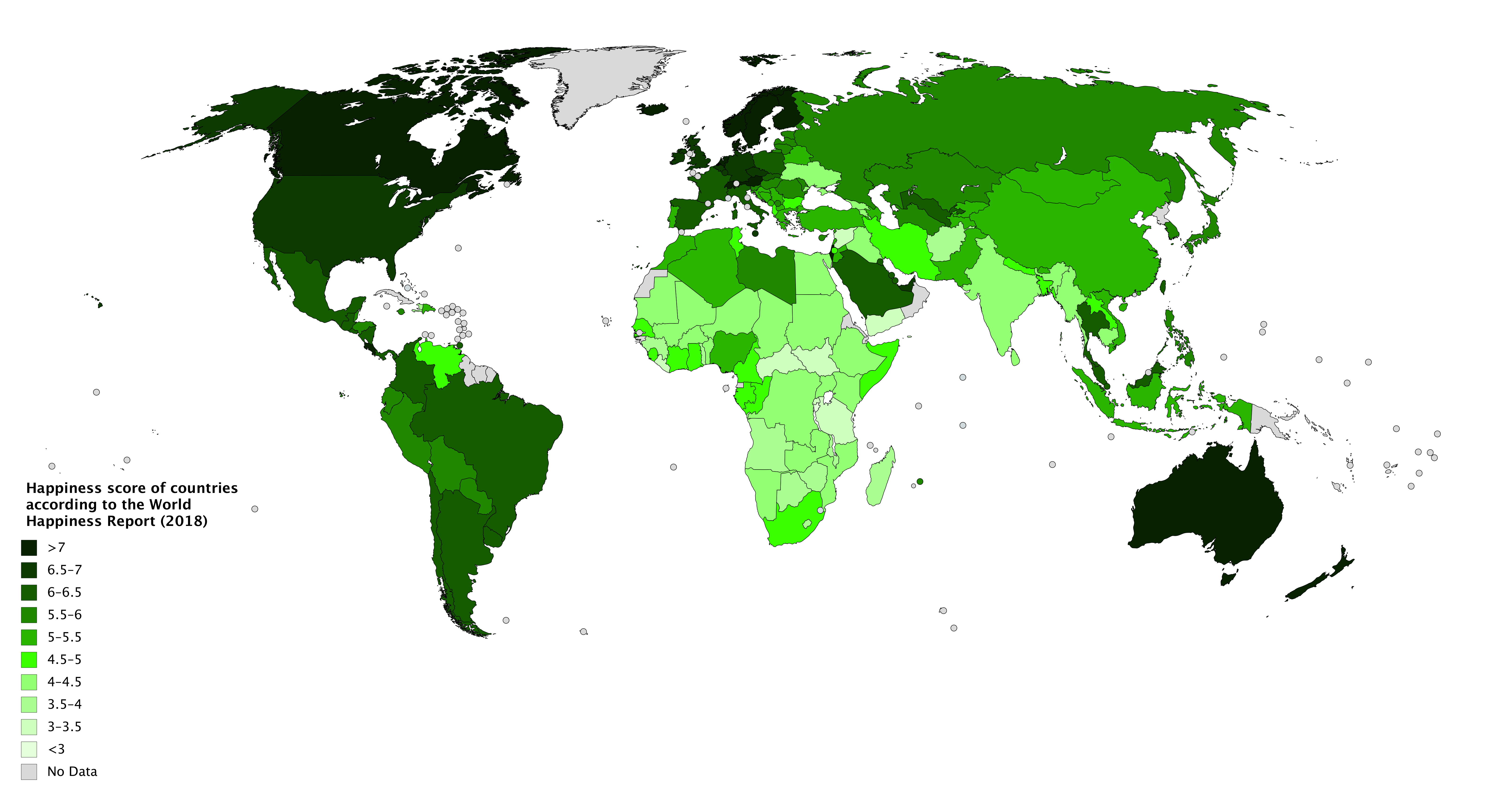
Mapa Mundial com o índice de felicidade (2018)

O livro "The Happiness Advantage: How a Positive Brain Fuels Success in Work and Life" (em tradução literal: "A vantagem da felicidade: como pensar positivo estimula o sucesso no trabalho e na vida), em português publicado com o título "O Jeito Harvard de Ser Feliz", foi um livro do autor Shawn Achor publicado no ano de 2010, reconhecido como best-seller internacional, que orientado pela aplicação dos princípios da psicologia positiva a vida prática, buscando mostrar aos indivíduos como lidar com uma vida social permeada de estresse e negatividade. O livro mostra, de um modo simples, como a felicidade é a causa do sucesso, e não o contrário, ou seja, de que o sucesso geraria felicidade. 

## Perspectiva geral
O livro sustenta que, uma vez que tenhamos sucesso, seremos felizes, que assim que conseguirmos aquele ótimo emprego, ganharmos a próxima promoção, perdermos aqueles cinco quilos, a felicidade virá. O livro mostra como a ciência revela que essa fórmula está errada, a felicidade alimenta o sucesso, e não o contrário. Pesquisas mostram que funcionários felizes são mais produtivos, mais criativos e melhores solucionadores de problemas do que seus colegas infelizes. E as pessoas positivas são significativamente mais saudáveis e menos estressadas e desfrutam de uma interação social mais profunda do que as pessoas menos positivas ao seu redor.
Baseando-se em pesquisas originais, relevantes estudos sobre felicidade, e desenvolvido a partir de interação em salas de reuniões e salas de aula em quarenta e dois países, Shawn Achor demonstra a importância de ativar o cérebro para positividade e para otimismo, com o objetivo de se colher a vantagem da felicidade na vida pessoal, carreira e saúde.  Suas estratégias incluem: O Efeito Tetris, como retreinar nossos cérebros para detectar padrões de possibilidades para que possamos ver e aproveitar as oportunidades ao nosso redor; Investimento Social,  como ganhar os dividendos de uma forte rede de apoio social;  O Efeito Cascata, como para espalhar mudanças positivas dentro de nossas equipes, empresas e famílias. 

## Conteúdo
Sobre a Psicologia positiva no trabalho, o autor mostra que a maioria dos indivíduos segue uma fórmula que lhes foi ensinada por suas escolas, empresas, pais ou sociedade. Ou seja: se você trabalhar duro, terá sucesso e, quando tiver sucesso, será feliz. Sucesso em primeiro lugar, felicidade em segundo. O único problema é que essa fórmula está errada porque está invertida. A pesquisa nos campos da psicologia positiva e da neurociência provou que a felicidade e o otimismo realmente alimentam o desempenho e a realização. 
O autor apresenta no livro "Os Sete Princípios", como denomina as regras para conseguir obter maior felicidade:
- A Vantagem da Felicidade. Mostra como os cérebros positivos têm uma vantagem biológica sobre os cérebros neutros ou negativos, esse princípio nos ensina como retreinar nossos cérebros para capitalizar a positividade e melhorar nossa produtividade e desempenho. [3]

- O ponto de apoio e a Alavanca. Como experimentamos o mundo e nossa capacidade de ter sucesso nele muda constantemente com base em nossa mentalidade. Esse princípio nos ensina como podemos ajustar nossa mentalidade (nosso ponto de apoio) de forma a nos dar o poder (a alavanca) para sermos mais realizados e bem-sucedidos. [3]

- O Efeito Tetris. Quando nossos cérebros ficam presos em um padrão que se concentra no estresse, na negatividade e no fracasso, nos preparamos para falhar. Este princípio nos ensina como retreinar nossos cérebros para identificar padrões de possibilidade, para que possamos ver - e aproveitar - oportunidades onde quer que olhemos. [3]

- Queda. Na mentalidade de derrota, estresse e crise, nossos cérebros mapeiam diferentes caminhos para nos ajudar a enfrentar. Esse princípio trata de encontrar o caminho mental que não apenas nos leva para longe do fracasso ou do sofrimento, mas também nos ensina a ser mais felizes e bem-sucedidos por causa disso. [3]

- O Círculo do Zorro. Quando os desafios surgem e ficamos sobrecarregados, nossos cérebros racionais podem ser tomados pelas emoções. Esse princípio nos ensina como recuperar o controle concentrando-nos primeiro em metas pequenas e gerenciáveis e depois expandindo gradualmente nosso círculo para alcançar metas cada vez maiores. [3]

- A regra dos 20 segundos. Sustentar uma mudança duradoura muitas vezes parece impossível porque nossa força de vontade é limitada. E quando a força de vontade falha, voltamos aos nossos velhos hábitos e sucumbimos ao caminho de menor resistência. Este princípio mostra como, fazendo pequenos ajustes de energia, podemos redirecionar o caminho de menor resistência e substituir maus hábitos por bons. [3]

- Investimento Social. Em meio a desafios e estresse, algumas pessoas optam por se reprimir e se isolar. Mas as pessoas mais bem-sucedidas investem em seus amigos, colegas e familiares para se impulsionarem. Este princípio nos ensina a investir mais em um dos maiores preditores de sucesso e excelência – nossa rede de apoio social. [3]